# FIFA-Klub-Weltmeisterschaft 2007
Die FIFA-Klub-Weltmeisterschaft 2007 (engl.: FIFA Club World Cup 2007) war die vierte Austragung dieses weltweiten Fußballwettbewerbs für Vereinsmannschaften und fand vom 7. bis 16. Dezember zum dritten Mal in Folge in Japan statt. Mit dem AC Mailand gewann erstmals eine europäische Mannschaft den Titel.

## Modus
Aufgrund des Wechsels des australischen Fußballverbands von der OFC zur AFC und der damit geringeren Spielstärke der OFC-Klubs wurde im März 2007 eine Idee aus dem Vorjahr aufgegriffen und eine Regeländerung beschlossen. Der Sieger der OFC Champions League hatte fortan ein Ausscheidungsspiel gegen den Meister des gastgebenden Verbandes zu bestreiten, der in der Regel einen zusätzlichen festen Startplatz erhält. Da jedoch pro Land nur ein Vertreter teilnehmen soll, galt folgendes: Ist ein Klub des gastgebenden Verbandes Sieger des jeweiligen kontinentalen Wettbewerbs, tritt in der Vorausscheidung stattdessen der am besten platzierte Klub des betreffenden Kontinentalwettbewerbs an, der nicht dem gastgebenden Land angehört. Diese Regelung kam 2007 auch gleich erstmals zur Anwendung da mit den Urawa Red Diamonds eine japanische Mannschaft die AFC CL gewann und somit deren Finalist, der iranische Vertreter Sepahan FC, das Ausscheidungsspiel bestritt.
Das Turnier wurde daher ab diesem Jahr mit sieben Teilnehmern ausgetragen. Neben den Siegern der sechs kontinentalen Meisterwettbewerbe auf Klubebene aus Asien, Afrika, der CONCACAF-Zone, Südamerika, Europa und Ozeanien nun auch der Finalist der AFC Champions League. Gespielt wurde wie gehabt im K.-o.-System. In zehn Tagen fanden trotz Ausscheidung wiederum nur sieben Spiele statt, da auf ein Spiel um Platz fünf in diesem Jahr verzichtet wurde. Die Teams aus Europa und Südamerika waren wie bisher für das Halbfinale gesetzt und bestritten nur je zwei Spiele. Die anderen vier Teams ermittelten in zwei Viertelfinalpartien die anderen beiden Teilnehmer für das Halbfinale.

## Spielstätten
| Toyota-Stadt |

| Yokohama |

| Tokio |

| Toyota-Stadt |

| Yokohama |

| Tokio |

## Teilnehmer
| Klub                     | Qualifikation                          | Kontinentalverband |
| ------------------------ | -------------------------------------- | ------------------ |
| Urawa Red Diamonds       | AFC Champions League 2007              | AFC                |
| AC Mailand               | UEFA Champions League 2006/07          | UEFA               |
| CF Pachuca               | CONCACAF Champions’ Cup 2007           | CONCACAF           |
| Étoile Sportive du Sahel | CAF Champions League 2007              | CAF                |
| Boca Juniors             | Copa Libertadores 2007                 | CONMEBOL           |
| Waitakere United         | OFC Champions League 2007              | OFC                |
| Sepahan FC               | Finalist der AFC Champions League 2007 | AFC                |

## Das Turnier im Überblick
| Spiel              | Datum        | Ortszeit  | Stadion              | Mannschaft 1             | Ergebnis             | Mannschaft 2       |
| ------------------ | ------------ | --------- | -------------------- | ------------------------ | -------------------- | ------------------ |
| Ausscheidungsspiel | 7. Dezember  | 19:45 Uhr | Olympiastadion Tokio | Sepahan FC               | 3:1 (2:0)            | Waitakere United   |
| Viertelfinale      | 9. Dezember  | 14:45 Uhr | Olympiastadion Tokio | Étoile Sportive du Sahel | 1:0 (0:0)            | CF Pachuca         |
| Viertelfinale      | 10. Dezember | 19:30 Uhr | Toyota-Stadion       | Sepahan FC               | 1:3 (0:1)            | Urawa Red Diamonds |
| Halbfinale         | 12. Dezember | 19:30 Uhr | Olympiastadion Tokio | Étoile Sportive du Sahel | 0:1 (0:1)            | Boca Juniors       |
| Halbfinale         | 13. Dezember | 19:30 Uhr | Nissan-Stadion       | Urawa Red Diamonds       | 0:1 (0:0)            | AC Mailand         |
| Spiel um Platz 3   | 16. Dezember | 16:00 Uhr | Nissan-Stadion       | Étoile Sportive du Sahel | 2:2 (1:1), 2:4 i. E. | Urawa Red Diamonds |

### Finale
| Boca Juniors                                                | Boca Juniors | AC Mailand | AC Mailand |
| ----------------------------------------------------------- | --- | --- | ---------- |
| Boca Juniors                                                | \| 16. Dezember 2007 um 19:30 Uhr in Yokohama (Nissan-Stadion) \| \| Ergebnis: 2:4 (1:1) \| \| Zuschauer: 68.263 \| \| Schiedsrichter: Marco Antonio Rodríguez ( Mexiko) \|                                                                                   | \| 16. Dezember 2007 um 19:30 Uhr in Yokohama (Nissan-Stadion) \| \| Ergebnis: 2:4 (1:1) \| \| Zuschauer: 68.263 \| \| Schiedsrichter: Marco Antonio Rodríguez ( Mexiko) \|                                                                      | AC Mailand |
| Boca Juniors                                                | Maurico Caranta – Claudio Morel, Hugo Ibarra, Jonatan Maidana, Gabriel Paletta – Sebastián Battaglia, Álvaro González (67. Pablo Ledesma), Neri Cardozo (68. Leandro Gracián), Éver Banega – Martín Palermo , Rodrigo Palacio Cheftrainer: Miguel Ángel Russo | Dida – Daniele Bonera, Alessandro Nesta, Paolo Maldini , Kacha Kaladse – Gennaro Gattuso (65. Emerson), Andrea Pirlo, Massimo Ambrosini – Clarence Seedorf (87. Cristian Brocchi), Kaká, Filippo Inzaghi (76. Cafu) Cheftrainer: Carlo Ancelotti | AC Mailand |
| Boca Juniors                                                | 1:1 Rodrigo Palacio (22.) 2:4 Pablo Ledesma (85.) | 0:1 Filippo Inzaghi (21.) 1:2 Alessandro Nesta (50.) 1:3 Kaká (61.) 1:4 Filippo Inzaghi (71.) | AC Mailand |
| Boca Juniors                                                | Hugo Ibarra (40.), Sebastian Battaglia (55.), Gabriel Paletta (73.) | Massimo Ambrosini (22.), Kaká (62.) | AC Mailand |
| Boca Juniors                                                | Pablo Ledesma (88.) | Kacha Kaladse (77.) | AC Mailand |
| 16. Dezember 2007 um 19:30 Uhr in Yokohama (Nissan-Stadion) | | |            |
| Ergebnis: 2:4 (1:1)                                         | | |            |
| Zuschauer: 68.263                                           | | |            |
| Schiedsrichter: Marco Antonio Rodríguez ( Mexiko)           | | |            |

### Kader der AC Mailand
Folgende Spieler standen im 23-Mann-Kader der AC Mailand:
| 1. | AC Mailand |
|    | - Tor: Dida (2/0), Valerio Fiori (-), Zeljko Kalac (-) - Abwehr: Daniele Bonera (1/0), Cafu (1/0), Giuseppe Favalli (-), Marek Jankulovski (1/0), Kacha Kaladse (2/0), Paolo Maldini (2/0), Alessandro Nesta (2/1), Massimo Oddo (1/0), Serginho (-), Dario Šimić (-) - Mittelfeld: Massimo Ambrosini (2/0), Cristian Brocchi (2/0), Emerson (1/0), Gennaro Gattuso (2/0), Yoann Gourcuff (-), Kaká (2/1), Andrea Pirlo (2/0), Clarence Seedorf (2/1) - Sturm: Alberto Gilardino (1/0), Filippo Inzaghi (2/2) - Cheftrainer: Carlo Ancelotti |

## Statistik
| Rang | Klub                     |
| ---- | ------------------------ |
| 1    | AC Mailand               |
| 2    | Boca Juniors             |
| 3    | Urawa Red Diamonds       |
| 4    | Étoile Sportive du Sahel |
| 5    | Sepahan FC               |
| 6    | CF Pachuca               |
| 7    | Waitakere United         |

| Rang | Spieler           | Klub                     | Tore |
| ---- | ----------------- | ------------------------ | ---- |
| 1    | Washington        | Urawa Red Diamonds       | 3    |
| 2    | Filippo Inzaghi   | AC Mailand               | 2    |
|      | Emad Ridha        | Sepahan FC               | 2    |
| 4    | Saber Ben Frej    | Étoile Sportive du Sahel | 1    |
|      | Neri Cardozo      | Boca Juniors             | 1    |
|      | Amine Chermiti    | Étoile Sportive du Sahel | 1    |
|      | Kaká              | AC Mailand               | 1    |
|      | Mahmoud Karimi    | Sepahan FC               | 1    |
|      | Abdul-Wahab Labid | Sepahan FC               | 1    |
|      | Pablo Ledesma     | Boca Juniors             | 1    |
|      | Yūichirō Nagai    | Urawa Red Diamonds       | 1    |
|      | Moussa Narry      | Étoile Sportive du Sahel | 1    |
|      | Alessandro Nesta  | AC Mailand               | 1    |
|      | Rodrigo Palacio   | Boca Juniors             | 1    |
|      | Clarence Seedorf  | AC Mailand               | 1    |
|      | Hadi Aghily       | Sepahan FC               | 2 ET |

## Ehrungen

### „adidas“ Goldener Ball
Der „Goldene Ball“ für den besten Spieler des Turniers ging an den Brasilianer Kaká vom AC Mailand. Der „Silberne Ball“ ging an seinen Mailänder „Kollegen“ den Niederländer Clarence Seedorf und der „Bronzene Ball“ an den Argentinier Rodrigo Palacio von den Boca Juniors.

### FIFA-Fair-Play-Trophäe
Den Fair-Play-Preis für sportlich korrektes Auftreten auf und außerhalb des Rasens erhielt der japanische Klub Urawa Red Diamonds.